# Krause Music Store
Le Krause Music Store est un bâtiment de style Art nouveau situé au 4611 N. Lincoln Avenue dans le secteur communautaire de Lincoln Square à Chicago, dans l'État de l'Illinois, aux États-Unis. Toute la façade est recouverte de terre cuite avec de nombreux motifs sculptés, il s'agit de la dernière œuvre de Louis Sullivan, l'un des architectes les plus prolifiques de la ville, issu de la prestigieuse école d'architecture de Chicago (Chicago School).
En 1977, le Krause Music Store est inscrit sur la liste des Chicago Landmarks (CL) par la ville de Chicago, et en 2006, le bâtiment est inscrit sur le prestigieux Registre national des lieux historiques (National Register of Historic Places ; NRHP) par le National Park Service.

## Description

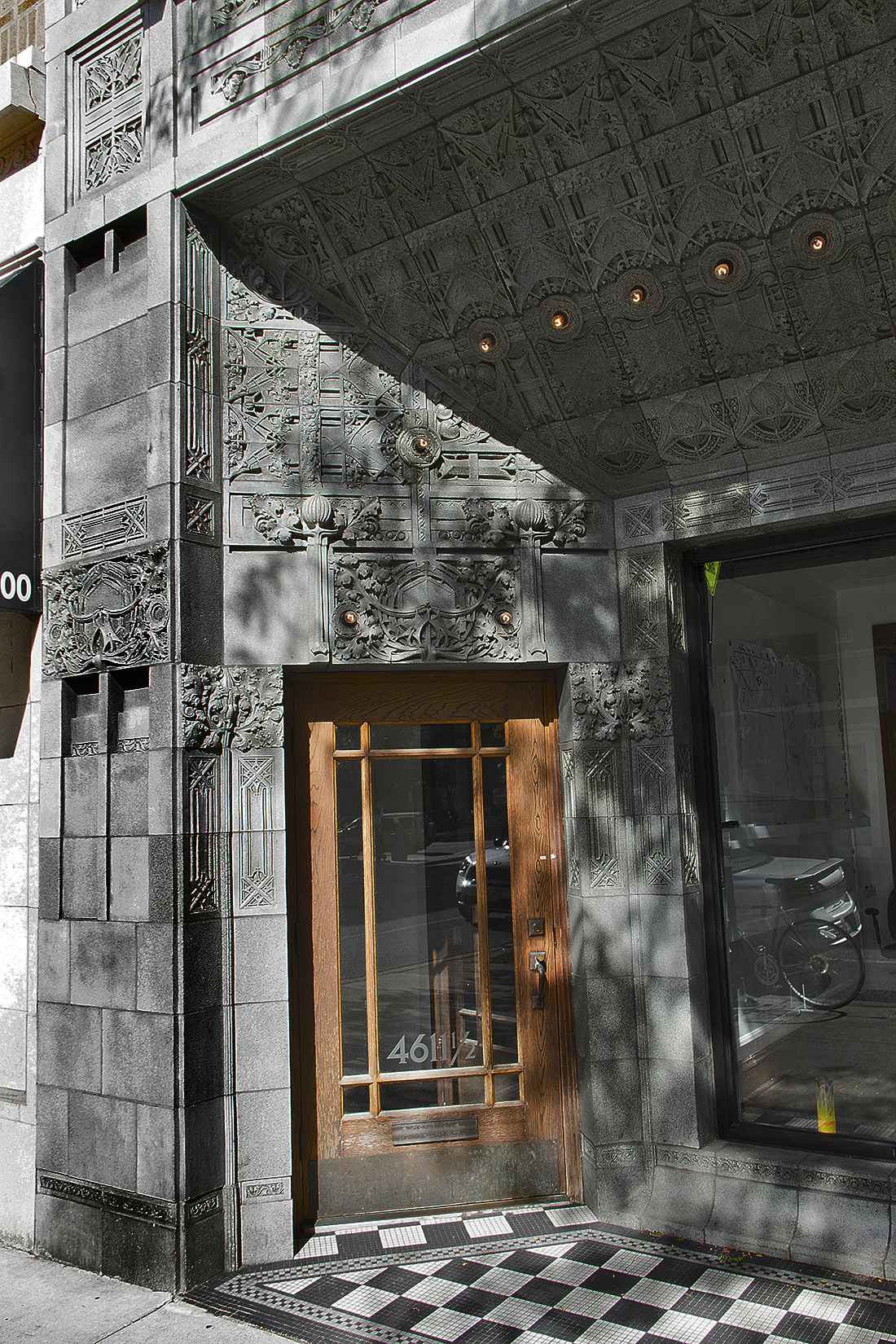
Détails du rez-de-chaussée

Avec ses formes végétales curvilignes et l'encadrement complexe de la baie vitrée, la façade de ce bâtiment, caractéristique de Chicago, est un prolongement de la croyance de  Sullivan en l'architecture organique. Il a été commandé en 1921 par William P. Krause pour servir à la fois de résidence et de magasin de vente de piano, pour un coût total de 22 000 dollars. Krause a choisi son voisin, l'architecte William Presto, pour concevoir le bâtiment. Des années auparavant, Presto avait travaillé comme dessinateur pour Sullivan. Sullivan conçut toute la façade avec une ornementation en terre cuite richement détaillée en formes géométriques et curvilignes. Le matériau de la façade a été fourni par l'American Terra Cotta Company pour 3 770 dollars.
Le bâtiment a été achevé en 1922. Le magasin a ouvert pour vendre des pianos et des partitions, et a été un détaillant pionnier pour l'introduction de la radio. Avec le début de la Grande Dépression, le magasin a fermé ses portes. Le bâtiment fut vendu et pendant les 60 années suivantes, il a fonctionné comme entreprise de pompes funèbres, subissant beaucoup de négligence et d'altérations. La façade en terre cuite a été lavée à l'acide, ce qui a fini par endommager et éclaircir sa couleur. Le sous-sol a été transformé en espace de travail pour l'embaumement.

## Histoire
William P. Krause a engagé l'architecte William Presto pour la conception d'un magasin de musique avec un appartement au-dessus. Presto, à son tour a commandé Sullivan pour la conception de la façade.
Le bâtiment a été achevé en 1922 et a été inscrit sur la liste des Chicago Landmarks (CL) par la Commission on Chicago Landmarks de la ville de Chicago en 1977.
En 2006, le bâtiment a été acheté par le Studio Design V, qui a restauré la façade et réaménagé l'intérieur. Depuis le début de l'année 2007, le premier étage est reconverti en appartement à louer et le rez-de-chaussée est un espace de bureau moderne. La façade est toujours la même, mais le carrelage à motifs jouxtant le trottoir était endommagé. Quand le trottoir fut reconstruit, les motifs furent restaurés.